# Nekrolog 2. Quartal 1996
Nekrolog
◄◄
| ◄
| 1992
| 1993
| 1994
| 1995
| 1996 | 1997 | 1998 | 1999 | 2000 | ► | ►►
1. Quartal |
2. Quartal |
3. Quartal |
4. Quartal 1996
Weitere Ereignisse | Allgemeiner Nekrolog 1996
Die Beschreibung der verstorbenen Person sollte so kurz wie möglich gehalten sein und nur deren signifikante Tätigkeit(en) enthalten.
Neue Namen ggf. auch unter dem Geburts- und Sterbedatum, also etwa unter 1. Januar und im Geburts- und Sterbejahr (2024) eintragen (nur bei entsprechender großer Wichtigkeit). Für Beispiele siehe die schon vorhandenen Artikel.
Außerdem über die fünf zuletzt Verstorbenen, zu denen es einen ausreichend guten Artikel für eine Präsentation auf der Hauptseite gibt, nach der todesbedingten Überarbeitung der Artikel ggf. auch unter Wikipedia Diskussion:Hauptseite informieren und sie am besten auch in den anderen Wikipedia-Sprachversionen eintragen. Tipp: Regelmäßig bei news.google.de nach „ist tot“, „gestorben“ oder „verstorben“ suchen.
Wenn eine Person gestorben ist, gibt es viele Seiten zu dieser Person in der Wikipedia, die davon auch betroffen sind und entsprechend aktualisiert werden müssen. Beispiele: Namenübersichtsseite, Geburtsjahr, Geburtsort-Seiten und viele mehr.
Wie finde ich die betroffenen Seiten?
Im Suchfeld auf der linken Seite gibt man den Suchbegriff so ein: „Vorname Nachname“. Dann klickt man auf Volltext und alle Seiten mit entsprechendem Suchtext werden aufgerufen. Hier sieht man dann schnell, wo auch das Todesjahr Sinn macht oder sogar ein Teil des Artikels angepasst werden muss. Auch hilft das „Werkzeug“ auf der linken Seite sehr gut, um solche Seiten aufzufinden: „Links auf diese Seite“. Somit ist die Wikipedia wieder aktuell in allen Bereichen! Hinweis: bei Eintragung der Kategorie „Gestorben JAHR“ wird der Missbrauchsfilter 49 ausgelöst, was jedoch nicht schlimm ist. Siehe: Spezial:Missbrauchsfilter/49
Dies ist eine Liste von im zweiten Quartal 1996 verstorbenen bekannten Persönlichkeiten. Die Einträge erfolgen innerhalb der einzelnen Daten alphabetisch sortiert. Tiere sind im Nekrolog für Tiere zu finden.

## Mai
| Tag     | Name                                        | Beruf, bekannt als                                                                                  | Alter | Beleg |
| ------- | ------------------------------------------- | --------------------------------------------------------------------------------------------------- | ----- | ----- |
| 1. Mai  | Herbert Brownell junior                     | US-amerikanischer Politiker                                                                         | 92    |       |
| 1. Mai  | Billy Byers                                 | US-amerikanischer Jazz-Posaunist, Arrangeur und Komponist                                           | 69    |       |
| 1. Mai  | Martin Haspelmath                           | deutscher Orgelbauer                                                                                | 61    |       |
| 1. Mai  | David M. Kennedy                            | US-amerikanischer Geschäftsmann, Diplomat und Politiker                                             | 90    |       |
| 1. Mai  | Irene Koss                                  | deutsche Schauspielerin und die erste deutsche Fernsehansagerin                                     | 67    |       |
| 1. Mai  | Hilde Nocker                                | deutsche Fernsehansagerin und Moderatorin                                                           | 71    |       |
| 1. Mai  | Luana Patten                                | US-amerikanische Schauspielerin                                                                     | 57    |       |
| 2. Mai  | Christopher Bird                            | US-amerikanischer Botaniker und Wissenschaftsjournalist                                             | 67    |       |
| 2. Mai  | Hubertus Großler                            | deutscher Generalmajor des Heeres der Bundeswehr, Abteilungsleiter des Bundesnachrichtendienstes    | 76    |       |
| 2. Mai  | Emil Habibi                                 | palästinensisch-israelischer Schriftsteller, Journalist und Politiker                               | 73    |       |
| 2. Mai  | Douglas Houghton, Baron Houghton of Sowerby | britischer Politiker, Mitglied des House of Commons                                                 | 97    |       |
| 2. Mai  | Oswin Köhler                                | deutscher Afrikanist                                                                                | 84    |       |
| 2. Mai  | Peter Koller                                | österreichisch-deutscher Architekt und Stadtplaner                                                  | 88    |       |
| 2. Mai  | Hamlet Mchitarjan                           | armenischer Fußballspieler                                                                          | 33    |       |
| 2. Mai  | Josef Menke                                 | deutscher Polizeibeamter und SS-Sturmbannführer                                                     | 90    |       |
| 2. Mai  | Lyle Talbot                                 | US-amerikanischer Schauspieler                                                                      | 94    |       |
| 3. Mai  | Antonios Alevizopoulos                      | griechischer Erzpriester der griechisch-orthodoxen Kirche                                           |       |       |
| 3. Mai  | Guy Casaril                                 | französischer Filmregisseur und Drehbuchautor                                                       | 62    |       |
| 3. Mai  | Dimitris Fampas                             | griechischer Gitarrist und Komponist                                                                | 74    |       |
| 3. Mai  | Donald G. Fink                              | US-amerikanischer Elektroingenieur                                                                  | 84    |       |
| 3. Mai  | Tim Gullikson                               | US-amerikanischer Tennisspieler                                                                     | 44    |       |
| 3. Mai  | Maxim Hermaniuk                             | ukrainischer Geistlicher, Erzbischof von Winnipeg                                                   | 84    |       |
| 3. Mai  | Hermann Kesten                              | deutscher Schriftsteller                                                                            | 96    |       |
| 3. Mai  | Detlev Kittstein                            | deutscher Feldhockeyspieler                                                                         | 52    |       |
| 3. Mai  | Gilberto Monroig                            | puerto-ricanischer Sänger                                                                           | 65    |       |
| 3. Mai  | Patsy Montana                               | US-amerikanische Country-Sängerin                                                                   | 87    |       |
| 3. Mai  | Ernst Wagner                                | deutscher Agrarwissenschaftler und Landeskundler                                                    | 75    |       |
| 3. Mai  | Jack Weston                                 | US-amerikanischer Schauspieler                                                                      | 71    |       |
| 4. Mai  | Peter Clark                                 | britischer Automobilrennfahrer                                                                      | 48    |       |
| 4. Mai  | Alfred Tode                                 | deutscher Prähistoriker                                                                             | 95    |       |
| 5. Mai  | Ai Qing                                     | chinesischer Dichter und Maler                                                                      | 86    |       |
| 5. Mai  | Ludwig von Bogdandy                         | deutscher Manager                                                                                   | 66    |       |
| 5. Mai  | Beryl Burton                                | britische Radrennfahrerin                                                                           | 58    |       |
| 5. Mai  | Rodney M. Love                              | US-amerikanischer Politiker                                                                         | 87    |       |
| 5. Mai  | Jokūbas Minkevičius                         | litauischer Philosoph und Politiker, Mitglied des Seimas                                            | 75    |       |
| 5. Mai  | Salli Terri                                 | US-amerikanische Sängerin und Musikpädagogin                                                        | 73    |       |
| 6. Mai  | Donald T. Campbell                          | US-amerikanischer Psychologe                                                                        | 79    |       |
| 6. Mai  | Geoffrey S. Dawes                           | englischer Physiologe                                                                               | 78    |       |
| 6. Mai  | Michael Gerzon                              | britischer Mathematiker und Audio-Experte                                                           | 50    |       |
| 6. Mai  | Heini Kaufeld                               | deutscher Theaterschauspieler                                                                       | 75    |       |
| 6. Mai  | Ernst Josef Kullmann                        | deutscher Zoologe, Direktor des Kölner Zoos (1975–1981)                                             | 64    |       |
| 6. Mai  | Wally Nightingale                           | englischer Gitarrist                                                                                | 40    |       |
| 6. Mai  | Arkadija Olenska-Petryschyn                 | ukrainische Grafikerin, Malerin, Kunstkritikerin und Herausgeberin                                  | 61    |       |
| 6. Mai  | Richard Robinson                            | englischer Philosoph                                                                                | 94    |       |
| 6. Mai  | Léon-Joseph Suenens                         | belgischer Theologe, Erzbischof von Mecheln und ein Kardinal der römisch-katholischen Kirche        | 91    |       |
| 7. Mai  | William Copley                              | US-amerikanischer Maler                                                                             | 77    |       |
| 7. Mai  | Hans Robert Jenny                           | schweizerischer Wirtschaftsjournalist und Immobilienunternehmer                                     | 84    |       |
| 7. Mai  | Heiner Koechlin                             | Schweizer Anarchist und Publizist                                                                   | 78    |       |
| 7. Mai  | Pinga                                       | brasilianischer Fußballspieler                                                                      | 72    |       |
| 7. Mai  | Narciso G. Reyes                            | philippinischer Schriftsteller, Diplomat und Generalsekretär der ASEAN                              | 82    |       |
| 7. Mai  | Howard Smith                                | britischer Botschafter                                                                              | 76    |       |
| 7. Mai  | Otto Urban                                  | tschechoslowakischer Historiker                                                                     | 57    |       |
| 7. Mai  | Rudolf Werner                               | deutscher Unternehmer und Politiker (CDU), MdB, MdEP                                                | 76    |       |
| 8. Mai  | Serge Chermayeff                            | US-amerikanischer Architekt                                                                         | 95    |       |
| 8. Mai  | Luis Miguel Dominguín                       | spanischer Stierkämpfer                                                                             | 69    |       |
| 8. Mai  | Max Faulhaber                               | deutscher Politiker (KPD)                                                                           | 92    |       |
| 8. Mai  | Günther Grzimek                             | deutscher Landschaftsarchitekt                                                                      | 80    |       |
| 8. Mai  | Ludwig Hoelscher                            | deutscher Cellist                                                                                   | 88    |       |
| 8. Mai  | Hanns Hubmann                               | deutscher Fotograf und Fotojournalist                                                               | 85    |       |
| 8. Mai  | Luigi Giuseppe Jacchia                      | italienisch-amerikanischer Astronom                                                                 | 85    |       |
| 8. Mai  | Robert Le Béal                              | französischer Schauspieler                                                                          | 81    |       |
| 8. Mai  | Jan Olij                                    | niederländischer Boxer und Kriegsverbrecher                                                         | 75    |       |
| 8. Mai  | Karl Ullrich                                | deutscher Offizier, SS-Oberführer                                                                   | 85    |       |
| 9. Mai  | Luciano Angeloni                            | italienischer Geistlicher, römisch-katholischer Erzbischof und Diplomat des Heiligen Stuhls         | 78    |       |
| 9. Mai  | Hans Balmer                                 | Schweizer Organist und Pianist                                                                      | 93    |       |
| 9. Mai  | Meta Sander                                 | deutsche Gynäkologin und Geburtshelferin                                                            | 89    |       |
| 9. Mai  | Ebbe Traberg                                | dänisch-spanischer Schriftsteller und Journalist                                                    | 63    |       |
| 10. Mai | Margaret Bell                               | kanadische Leichtathletin                                                                           | 79    |       |
| 10. Mai | Gerd Duwner                                 | deutscher Schauspieler und Synchronsprecher                                                         | 70    |       |
| 10. Mai | Roderich Feldes                             | deutscher Schriftsteller                                                                            | 49    |       |
| 10. Mai | Miroslav Florian                            | tschechischer Dichter und Übersetzer                                                                | 65    |       |
| 10. Mai | Yasuko Namba                                | japanische Bergsteigerin                                                                            | 47    |       |
| 10. Mai | Maria Rentmeister                           | deutsche Widerstandskämpferin, Frauenrechtlerin und Politikerin (KPD, SED, PDS), MdV                | 91    |       |
| 10. Mai | Ethel Smith                                 | US-amerikanische Organistin                                                                         | 93    |       |
| 10. Mai | Curt Teichert                               | deutsch-US-amerikanischer Paläontologe und Geologe                                                  | 91    |       |
| 10. Mai | Peter Weinzierl                             | österreichischer Experimentalphysiker                                                               | 73    |       |
| 11. Mai | Nnamdi Azikiwe                              | nigerianischer Politiker (Staatspräsident)                                                          | 91    |       |
| 11. Mai | Scott Fischer                               | US-amerikanischer Extrembergsteiger und Unternehmer                                                 | 39    |       |
| 11. Mai | Rob Hall                                    | neuseeländischer Bergsteiger                                                                        | 35    |       |
| 11. Mai | Ademir de Menezes                           | brasilianischer Fußballspieler                                                                      | 73    |       |
| 11. Mai | Jerry Murad                                 | US-amerikanischer Mundharmonikaspieler                                                              | 77    |       |
| 11. Mai | Edward J. Shoben                            | US-amerikanischer Klinischer Psychologe                                                             | 77    |       |
| 11. Mai | Melvin Simonsen                             | norwegischer Pianist, Organist und Komponist                                                        | 94    |       |
| 12. Mai | Ghazaleh Alizadeh                           | iranische Dichterin und Schriftstellerin                                                            |       |       |
| 12. Mai | Georg Asmussen                              | dänischer Generalleutnant                                                                           | 76    |       |
| 12. Mai | Richard Kendall Brooke                      | südafrikanischer Ornithologe                                                                        |       |       |
| 12. Mai | Homer Keller                                | US-amerikanischer Komponist und Musikpädagoge                                                       | 81    |       |
| 12. Mai | Anneliese Kerler                            | deutsche Landwirtin und Senatorin (Bayern)                                                          | 71    |       |
| 12. Mai | Armin Lang                                  | deutscher Produzent und Synchronsprecher                                                            | 68    |       |
| 12. Mai | Siegfried Loose                             | deutscher Politiker (CDU), MdL                                                                      | 80    |       |
| 12. Mai | Mohamed Abdel Rahman                        | ägyptischer Fechter                                                                                 | 81    |       |
| 12. Mai | Martin Roman                                | deutsch-amerikanischer Musiker und Pianist                                                          | 86    |       |
| 12. Mai | Margit Schramm                              | deutsche Opern-, Lied-, Operettensängerin (Sopran)                                                  | 60    |       |
| 13. Mai | Chaim Rabin                                 | israelischer Hebraist, Sprachwissenschaftler und Hochschullehrer                                    | 80    |       |
| 13. Mai | Hans Sauer                                  | deutscher Erfinder                                                                                  | 72    |       |
| 13. Mai | Gil Turner                                  | US-amerikanischer Boxer                                                                             | 65    |       |
| 14. Mai | Vera Chapman                                | britische Autorin                                                                                   | 98    |       |
| 14. Mai | Edward Gurney                               | US-amerikanischer Politiker                                                                         | 82    |       |
| 14. Mai | Ernst Hofmann                               | deutscher Landrat                                                                                   | 80    |       |
| 14. Mai | Bernardine de Neeve                         | niederländische Illustratorin und Kunsthistorikerin                                                 | 80    |       |
| 14. Mai | Ludwig Preiß                                | deutscher Politiker (FDP, FVP, DP, CDU), MdB                                                        | 85    |       |
| 14. Mai | Adolf Rambold                               | deutscher Ingenieur                                                                                 | 95    |       |
| 14. Mai | Leopold Šťastný                             | slowakischer Fußballspieler und -trainer                                                            | 84    |       |
| 14. Mai | Sugai Kumi                                  | japanischer Maler und Grafiker                                                                      | 77    |       |
| 15. Mai | Claus Bremer                                | deutscher Dramaturg, Theaterregisseur und Lyriker                                                   | 71    |       |
| 15. Mai | J. Wyatt Durham                             | US-amerikanischer Paläontologe                                                                      | 88    |       |
| 15. Mai | Marguerite Gonon                            | französische Historikerin, Romanistin und Dialektologin                                             | 81    |       |
| 15. Mai | Edmund Anton Kohlschein                     | deutscher Maler                                                                                     | 95    |       |
| 15. Mai | Patricia Maessen                            | niederländische Sängerin und ehemaliges Mitglied der Bands Hearts of Soul und Dream Express         |       |       |
| 15. Mai | Newt V. Mills                               | US-amerikanischer Politiker                                                                         | 96    |       |
| 15. Mai | Paul Nogier                                 | französischer Mediziner                                                                             | 85    |       |
| 15. Mai | Henry Schmidt                               | deutscher SS-Obersturmführer, Kriminal-Kommissar der Gestapo, Täter des Holocaust, Kriegsverbrecher | 83    |       |
| 16. Mai | Danilo Alvim                                | brasilianischer Fußballspieler                                                                      | 76    |       |
| 16. Mai | Jeremy M. Boorda                            | US-amerikanischer Admiral der US Navy                                                               | 56    |       |
| 16. Mai | Karl Horatz                                 | deutscher Anästhesist, Intensivmediziner und Hochschullehrer                                        | 83    |       |
| 17. Mai | Rudolf Angerer                              | österreichischer Illustrator und Karikaturist                                                       | 72    |       |
| 17. Mai | Willis Conover                              | US-amerikanischer Jazzproduzent und Moderator                                                       | 75    |       |
| 17. Mai | Herbert Erdmann                             | deutscher Schriftsteller von Science-Fiction, Sachliteratur und Jugendliteratur                     | 69    |       |
| 17. Mai | Kevin Gilbert                               | US-amerikanischer Musiker                                                                           | 29    |       |
| 17. Mai | Mary Haas                                   | US-amerikanische Sprachwissenschaftlerin                                                            | 86    |       |
| 17. Mai | Georg Hensel                                | deutscher Theaterkritiker                                                                           | 72    |       |
| 17. Mai | Nikolaus Utermöhlen                         | deutscher Musiker und Künstler                                                                      | 37    |       |
| 17. Mai | Johnny Guitar Watson                        | US-amerikanischer Gitarrist und Pianist (Blues, Soul, Funk, Fusion)                                 | 61    |       |
| 18. Mai | William Arnold Carter                       | US-amerikanischer Armeeoffizier und Gouverneur der Panamakanalzone                                  | 88    |       |
| 18. Mai | Leonie Fürst                                | deutsche Ärztin                                                                                     | 84    |       |
| 18. Mai | Roel D’Haese                                | belgischer Bildhauer und Grafiker                                                                   | 74    |       |
| 18. Mai | Frederic W. Nielsen                         | deutscher Schriftsteller, Rezitator, Übersetzer und Librettist                                      | 92    |       |
| 18. Mai | Josef Porath                                | israelischer Schachmeister deutscher Herkunft                                                       | 86    |       |
| 18. Mai | Friedrich Roemer                            | deutscher Regierungspräsident                                                                       | 83    |       |
| 19. Mai | Spiros Argiris                              | griechischer Dirigent                                                                               | 47    |       |
| 19. Mai | John Beradino                               | US-amerikanischer Schauspieler                                                                      | 79    |       |
| 19. Mai | Herbert Büchs                               | deutscher Offizier                                                                                  | 82    |       |
| 19. Mai | Hans Kolditz                                | deutscher Komponist, Arrangeur und Dirigent                                                         | 72    |       |
| 19. Mai | Roy Mason                                   | US-amerikanischer Architekt und Dozent                                                              | 57    |       |
| 19. Mai | Fernanda Seno                               | portugiesische Dichterin, Schriftstellerin, Journalistin und Lehrerin                               | 54    |       |
| 19. Mai | Charles Verlinden                           | belgischer Historiker, Mediävist und Hochschullehrer                                                | 89    |       |
| 20. Mai | Eric Barreto                                | brasilianischer Travestiekünstler und Schauspieler                                                  |       |       |
| 20. Mai | Willi Daume                                 | deutscher Sportfunktionär, NOK-Präsident und Vizepräsident des IOC                                  | 82    |       |
| 20. Mai | Franz Fukarek                               | deutscher Botaniker                                                                                 | 70    |       |
| 20. Mai | Bernhard Kötting                            | deutscher Kirchenhistoriker, Patrologe und Christlicher Archäologe                                  | 86    |       |
| 20. Mai | Jon Pertwee                                 | britischer Schauspieler                                                                             | 76    |       |
| 21. Mai | Abu Ubaida al-Banschiri                     | ägyptischer Mitbegründer der al-Qaida                                                               |       |       |
| 21. Mai | Christian de Chergé                         | französischer Trappist und Prior                                                                    | 59    |       |
| 21. Mai | Raffaele Di Paco                            | italienischer Radrennfahrer                                                                         | 87    |       |
| 21. Mai | Wilhelm Doerr                               | deutscher Pathologe                                                                                 | 81    |       |
| 21. Mai | Karl Hoffmann                               | deutscher Indogermanist und Indoiranist                                                             | 81    |       |
| 21. Mai | Fritz Ligges                                | deutscher Vielseitigkeits- und Springreiter                                                         | 57    |       |
| 21. Mai | Andreas Linfert                             | deutscher Klassischer Archäologe                                                                    | 54    |       |
| 22. Mai | Cuthbert Hurd                               | US-amerikanischer Informatiker und Mathematiker                                                     | 85    |       |
| 22. Mai | Maurice Piot                                | französischer Säbelfechter                                                                          | 83    |       |
| 22. Mai | Wong Peng Soon                              | singapurischer Badmintonspieler                                                                     | 78    |       |
| 23. Mai | Patrick Cargill                             | britischer Schauspieler                                                                             | 77    |       |
| 23. Mai | Sim Iness                                   | US-amerikanischer Leichtathlet                                                                      | 65    |       |
| 23. Mai | Evert Karlsson                              | schwedischer Skispringer                                                                            | 75    |       |
| 23. Mai | Bernhard Klodt                              | deutscher Fußballspieler                                                                            | 69    |       |
| 23. Mai | Peter Pasetti                               | deutscher Schauspieler, Synchron- und Hörspielsprecher sowie Theaterschauspieler                    | 79    |       |
| 23. Mai | Jewgeni Alexandrowitsch Rodionow            | russischer Soldat in Tschetschenien, Entführungsopfer                                               | 19    |       |
| 23. Mai | Karl Storz                                  | deutscher Unternehmer und Erfinder, Gründer der Firma Karl Storz Endoskope                          | 85    |       |
| 23. Mai | Albert Weisgerber                           | deutscher Schriftenmaler und Stadtoriginal                                                          | 85    |       |
| 24. Mai | John Abbott                                 | britischer Schauspieler                                                                             | 90    |       |
| 24. Mai | Wolfhardt Andrä                             | deutscher Bauingenieur                                                                              | 81    |       |
| 24. Mai | Daniel Christoff                            | deutscher Schriftsteller, Dramatiker, Drehbuchautor und Filmregisseur                               | 69    |       |
| 24. Mai | Jacob Druckman                              | US-amerikanischer Komponist und Musikpädagoge                                                       | 67    |       |
| 24. Mai | Johan Kraag                                 | surinamischer Politiker, 06. Staatspräsident von Suriname                                           | 82    |       |
| 24. Mai | Joseph Mitchell                             | US-amerikanischer Journalist und Schriftsteller                                                     | 87    |       |
| 24. Mai | Rudolf Naumann                              | deutscher Bauforscher                                                                               | 85    |       |
| 24. Mai | Lois Pereiro                                | galicischer Dichter, Schriftsteller und Übersetzer                                                  | 38    |       |
| 24. Mai | Norman René                                 | US-amerikanischer Film- und Theaterregisseur und Filmproduzent                                      | 45    |       |
| 24. Mai | Markus Roth                                 | Schweizer Politiker (FDP)                                                                           | 85    |       |
| 24. Mai | H. F. G. Starke                             | deutscher Journalist                                                                                | 79    |       |
| 25. Mai | Keith Ballisat                              | britischer Automobilrennfahrer                                                                      | 68    |       |
| 25. Mai | Renzo De Felice                             | italienischer Historiker                                                                            | 67    |       |
| 25. Mai | Hans Forster                                | Schweizer Journalist                                                                                |       |       |
| 25. Mai | John Morrison, 1. Baron Margadale           | britischer Politiker, Mitglied des House of Commons und des House of Lords                          | 89    |       |
| 25. Mai | Bradley Nowell                              | US-amerikanischer Rockmusiker                                                                       | 28    |       |
| 25. Mai | Peter F. Ostwald                            | deutsch-US-amerikanischer Psychiater                                                                | 68    |       |
| 25. Mai | Hans Rietz                                  | deutscher Politiker (DBD), MdV und Staatsratsmitglied der DDR                                       | 82    |       |
| 25. Mai | Annemarie Schuster                          | deutsche Politikerin (CDU), MdL                                                                     | 78    |       |
| 25. Mai | Wladimir Wassiljewitsch Uchow               | sowjetischer Geher                                                                                  | 72    |       |
| 25. Mai | Barney Wilen                                | französischer Jazzmusiker (Tenorsaxophon, Sopransaxophon)                                           | 59    |       |
| 26. Mai | Joachim Adamietz                            | deutscher Altphilologe                                                                              | 61    |       |
| 26. Mai | Ole Berntsen                                | dänischer Segler                                                                                    | 81    |       |
| 26. Mai | Erich Franzke                               | deutscher Politiker (SPD), MdL                                                                      | 64    |       |
| 26. Mai | Gerard Hallock                              | US-amerikanischer Eishockeyspieler                                                                  | 90    |       |
| 26. Mai | Gerardo Rueda                               | spanischer Maler und Bildhauer                                                                      | 70    |       |
| 26. Mai | Heije Schaper                               | niederländischer Generalleutnant und Politiker                                                      | 89    |       |
| 26. Mai | Johannes-Helmut Strosche                    | deutscher Pädagoge und Politiker (GB/BHE), MdL, MdB                                                 | 84    |       |
| 27. Mai | Aksel Bonde                                 | dänischer Ruderer                                                                                   | 77    |       |
| 27. Mai | George Boolos                               | US-amerikanischer Philosoph und Logiker                                                             | 55    |       |
| 27. Mai | Pud Brown                                   | US-amerikanischer Jazzmusiker und Komponist                                                         | 79    |       |
| 27. Mai | Wilhelm Mayrhofer                           | österreichischer Bahnangestellter und Politiker (SPÖ)                                               | 72    |       |
| 27. Mai | Léonce Peillard                             | französischer Marineschriftsteller und Marinehistoriker                                             | 97    |       |
| 27. Mai | Wolfgang Rayer                              | deutscher Politiker (SPD), MdB                                                                      | 47    |       |
| 28. Mai | Evaristo Cárdenas                           | mexikanischer Fußballspieler und -funktionär                                                        |       |       |
| 28. Mai | Jens Feddersen                              | deutscher Journalist                                                                                | 68    |       |
| 28. Mai | George Kojac                                | US-amerikanischer Schwimmer                                                                         | 86    |       |
| 28. Mai | Julian Grigorjewitsch Krein                 | russischer Komponist, Pianist und Musikwissenschaftler                                              | 83    |       |
| 28. Mai | Jimmy Rowles                                | US-amerikanischer Jazz-Pianist und Komponist                                                        | 77    |       |
| 29. Mai | Eugen Eberle                                | deutscher Werkzeugmacher, Gewerkschafter und Politiker (KPD, parteilos)                             | 87    |       |
| 29. Mai | Isidro Maiztegui                            | argentinischer Komponist                                                                            | 91    |       |
| 29. Mai | Antonín Mrkos                               | tschechischer Astronom                                                                              | 78    |       |
| 29. Mai | Jeremy Sinden                               | britischer Schauspieler                                                                             | 45    |       |
| 29. Mai | Tamara Toumanova                            | russisch-amerikanische Balletttänzerin                                                              | 77    |       |
| 29. Mai | Hans-Erik Wander                            | deutscher Internist und Onkologe                                                                    | 50    |       |
| 30. Mai | Siegfried Brehmer                           | deutscher Mathematiker, Hochschullehrer und Schachkomponist                                         | 79    |       |
| 30. Mai | William Dally                               | US-amerikanischer Ruderer                                                                           | 88    |       |
| 30. Mai | Léon-Étienne Duval                          | französischer Kardinal der römisch-katholischen Kirche und Erzbischof von Algier                    | 92    |       |
| 30. Mai | François Genoud                             | Schweizer Bankier und Helfer von NS-Verbrechern sowie arabischen Terroristen                        | 80    |       |
| 30. Mai | Simone Guillissen-Hoa                       | belgische Architektin                                                                               | 80    |       |
| 30. Mai | Ewald Hess                                  | deutscher Landschaftsmaler                                                                          | 77    |       |
| 30. Mai | Mathias Hietz                               | österreichischer Bildhauer                                                                          |       |       |
| 30. Mai | John Kahn                                   | US-amerikanischer Bassist                                                                           | 48    |       |
| 30. Mai | Alo Mattiisen                               | estnischer Komponist                                                                                | 35    |       |
| 30. Mai | Alois Nagler                                | Schweizer Schachkomponist                                                                           | 88    |       |
| 30. Mai | Bob Stroup                                  | US-amerikanischer Jazzmusiker (Posaune, Vibraphon, auch Tenorsaxophon, Flöte) und Musikpädagoge     |       |       |
| 30. Mai | Heinz Vietheer                              | deutscher Gewerkschaftsfunktionär                                                                   | 74    |       |
| 30. Mai | James K. Woolnough                          | US-amerikanischer Offizier, General der US-Army                                                     | 85    |       |
| 31. Mai | Helmut Dahm                                 | deutscher Historiker und Archivar                                                                   | 82    |       |
| 31. Mai | Leopold Grimard                             | kanadischer Geistlicher                                                                             | 75    |       |
| 31. Mai | Michael Höck                                | deutscher Geistlicher                                                                               | 92    |       |
| 31. Mai | Timothy Leary                               | US-amerikanischer Psychologe und Autor                                                              | 75    |       |
| 31. Mai | Ton de Leeuw                                | niederländischer Komponist und Musikpädagoge                                                        | 69    |       |
| 31. Mai | Birdie Reeve Kay                            | US-amerikanische Maschinenschreiberin, Unterhaltungskünstlerin und Schachspielerin                  | 89    |       |
| 31. Mai | Hans Sarre                                  | deutscher Internist und Nephrologe                                                                  | 90    |       |
| 31. Mai | Hans-Joachim Strauch                        | deutscher Künstler, Kunsterzieher und Hochschullehrer                                               | 66    |       |
| Mai     | Giorgio Agliani                             | italienischer Filmproduzent                                                                         | 85    |       |
| Mai     | William Kellner                             | österreichisch-britischer Szenenbildner                                                             | 95    |       |

## Juni
| Tag      | Name                               | Beruf, bekannt als                                                                                   | Alter | Beleg |
| -------- | ---------------------------------- | --- | ----- | ----- |
| 1. Juni  | Berthold Bührer                    | Musiklehrer und Organist an der Stumm-Orgel in der Abteikirche von Amorbach                          | 87    |       |
| 1. Juni  | Vittorino Colombo                  | italienischer Politiker (DC), Mitglied der Camera dei deputati                                       | 71    |       |
| 1. Juni  | Gaetano Fichera                    | italienischer Mathematiker                                                                           | 74    |       |
| 1. Juni  | Don Grolnick                       | US-amerikanischer Jazz- und Fusion-Pianist und Komponist                                             | 48    |       |
| 1. Juni  | Bill Heimlich                      | US-amerikanischer Geheimdienstoffizier und Direktor des RIAS                                         | 84    |       |
| 1. Juni  | Peg LaCentra                       | US-amerikanische Sängerin und Schauspielerin                                                         | 86    |       |
| 1. Juni  | Gerhard Lusenti                    | Schweizer Fußballspieler                                                                             | 75    |       |
| 1. Juni  | Otto Meier                         | deutscher Keramik-Künstler                                                                           | 93    |       |
| 1. Juni  | Neelam Sanjiva Reddy               | indischer Politiker und Staatspräsident                                                              | 83    |       |
| 2. Juni  | Liesel Albrecht-Fastenrath         | deutsche Autorin                                                                                     | 85    |       |
| 2. Juni  | John Alton                         | US-amerikanischer Kameramann                                                                         | 94    |       |
| 2. Juni  | Rene Bond                          | US-amerikanische Pornodarstellerin                                                                   | 45    |       |
| 2. Juni  | Alberto Farnese                    | italienischer Schauspieler                                                                           | 69    |       |
| 2. Juni  | Leon Garfield                      | britischer Schriftsteller                                                                            | 74    |       |
| 2. Juni  | Pilar Lorengar                     | spanische Opernsopranistin                                                                           | 68    |       |
| 2. Juni  | Amos Tversky                       | israelischer Psychologe und Hochschullehrer                                                          | 59    |       |
| 2. Juni  | William Van Pelt                   | US-amerikanischer Politiker                                                                          | 91    |       |
| 2. Juni  | Jan Wallgren                       | norwegischer Komponist und Jazzmusiker                                                               | 61    |       |
| 3. Juni  | Connie Brown                       | kanadischer Eishockeyspieler                                                                         | 79    |       |
| 3. Juni  | Veniero Colasanti                  | italienischer Szenenbildner                                                                          | 85    |       |
| 3. Juni  | William Cox                        | US-amerikanischer Mittel- und Langstreckenläufer                                                     | 91    |       |
| 3. Juni  | Peter Glenville                    | britischer Filmregisseur, Drehbuchautor, Filmproduzent und Schauspieler                              | 82    |       |
| 3. Juni  | Gu Jingzhou                        | chinesischer Porzellan-Künstler                                                                      | 80    |       |
| 3. Juni  | Walter Kräuchi                     | Schweizer Politiker (SP)                                                                             | 82    |       |
| 3. Juni  | Ferdinand Leitner                  | deutscher Dirigent                                                                                   | 84    |       |
| 3. Juni  | Tito Okello                        | ugandischer Politiker, Staatsoberhaupt (1985–1986)                                                   |       |       |
| 4. Juni  | Lisy Alfhart                       | deutsche Gewerkschafterin                                                                            | 88    |       |
| 4. Juni  | María Luisa Anido                  | argentinische Komponistin und Gitarristin                                                            | 89    |       |
| 4. Juni  | Cliff Holton                       | englischer Fußballspieler                                                                            | 67    |       |
| 4. Juni  | Alvin Myerovich                    | US-amerikanischer Musiker und Schauspieler                                                           | 89    |       |
| 5. Juni  | Erich Bagge                        | deutscher Kernphysiker                                                                               | 84    |       |
| 5. Juni  | Hartono Dharsono                   | indonesischer Generalleutnant, Diplomat und Politiker                                                | 70    |       |
| 5. Juni  | Jan Kerouac                        | US-amerikanische Autorin                                                                             | 44    |       |
| 5. Juni  | Şakiro                             | kurdischer Dengbêj                                                                                   | 59    |       |
| 5. Juni  | Vito Scotti                        | US-amerikanischer Schauspieler                                                                       | 78    |       |
| 5. Juni  | Norma Teagarden                    | US-amerikanische Jazz-Pianistin                                                                      | 85    |       |
| 5. Juni  | Hans Peter Wertitsch               | österreichischer Immobilienmakler und Komponist                                                      | 57    |       |
| 6. Juni  | Harry Andersson                    | schwedischer Fußballspieler                                                                          | 83    |       |
| 6. Juni  | Faustino García-Moncó Fernández    | spanischer Politiker                                                                                 | 79    |       |
| 6. Juni  | Vladimír Karfík                    | tschechoslowakischer Architekt und Hochschullehrer                                                   | 94    |       |
| 6. Juni  | Kusuo Kitamura                     | japanischer Schwimmer                                                                                | 78    |       |
| 6. Juni  | Rajmund Kupareo                    | kroatischer Ordensgeistlicher, Dichter und Ästhetiker                                                | 81    |       |
| 6. Juni  | George Davis Snell                 | US-amerikanischer Mediziner, Nobelpreisträger für Medizin                                            | 92    |       |
| 6. Juni  | Kurt Winkelmann                    | deutscher Theologe                                                                                   | 63    |       |
| 7. Juni  | Georg Hoeltje                      | deutscher Kunsthistoriker                                                                            | 90    |       |
| 7. Juni  | Ulrich Koch                        | deutscher Bratschist                                                                                 | 75    |       |
| 7. Juni  | Hans Michel                        | deutscher Grafiker                                                                                   |       |       |
| 7. Juni  | Marie-Luise Plener                 | deutsche Résistancekämpferin und Journalistin                                                        | 86    |       |
| 7. Juni  | John Steele                        | US-amerikanischer Skispringer                                                                        | 87    |       |
| 7. Juni  | Friedrich von Stülpnagel           | deutscher Leichtathlet, Olympiamedaillengewinner und Oberst                                          | 82    |       |
| 8. Juni  | Guido Gagliardi                    | italienischer Schauspieler                                                                           | 58    |       |
| 8. Juni  | Gustav Heckmann                    | deutscher Philosoph                                                                                  | 98    |       |
| 8. Juni  | Phyllis Stedman, Baroness Stedman  | britische Politikerin                                                                                | 79    |       |
| 8. Juni  | Henryk Trębicki                    | polnischer Gewichtheber                                                                              | 55    |       |
| 9. Juni  | Gustavo César Carrión              | mexikanischer Komponist                                                                              | 79    |       |
| 9. Juni  | Kurt Entholt                       | deutscher Politiker (BDV, FDP, FVP, DP), MdBB, Tischtennisspieler und -funktionär                    | 87    |       |
| 9. Juni  | Heinrich Eversberg                 | deutscher Kreisheimatpfleger                                                                         | 85    |       |
| 9. Juni  | Robert Juza                        | deutscher Chemiker und Hochschullehrer                                                               | 91    |       |
| 9. Juni  | Carl Victor Page                   | US-amerikanischer Informatiker und Hochschullehrer                                                   | 58    |       |
| 9. Juni  | Peter Samuel, 4. Viscount Bearsted | britischer Peer                                                                                      | 84    |       |
| 9. Juni  | Bert Schierbeek                    | niederländischer Schriftsteller                                                                      | 77    |       |
| 09. Juni | Walter Stokes                      | US-amerikanischer Sportschütze                                                                       | 98    |       |
| 10. Juni | Hugh Mitchell                      | US-amerikanischer Politiker der Demokratischen Partei                                                | 89    |       |
| 10. Juni | Wilfried Möbius                    | deutscher Gynäkologe und Geburtshelfer                                                               | 81    |       |
| 10. Juni | Marie-Louise von Motesiczky        | österreichische Malerin des Expressionismus                                                          | 89    |       |
| 10. Juni | Uno Chiyo                          | japanische Schriftstellerin und Modedesignerin                                                       | 98    |       |
| 10. Juni | Jo Van Fleet                       | US-amerikanische Schauspielerin                                                                      | 81    |       |
| 11. Juni | Lonne Elder III                    | US-amerikanischer Theaterschauspieler, Dramatiker und Drehbuchautor                                  | 68    |       |
| 11. Juni | George Hees                        | kanadischer Politiker                                                                                | 85    |       |
| 11. Juni | Brigitte Helm                      | deutsche Filmschauspielerin                                                                          | 88    |       |
| 11. Juni | Susanne Kandt-Horn                 | deutsche Malerin, Grafikerin und Lithografin                                                         | 81    |       |
| 11. Juni | Holger Oehrens                     | deutscher Journalist                                                                                 | 54    |       |
| 11. Juni | Hartmut Scupin                     | deutscher Kommunalpolitiker (CDU), Bürgermeister von Braunschweig                                    | 65    |       |
| 11. Juni | Wilson W. Wyatt                    | US-amerikanischer Politiker                                                                          | 90    |       |
| 12. Juni | Karl Kleyser                       | deutscher Offizier                                                                                   | 86    |       |
| 12. Juni | Amadeo Mandarino                   | argentinischer Tangosänger                                                                           | 83    |       |
| 12. Juni | Walter Milschewsky                 | deutscher Politiker (SPD)                                                                            | 84    |       |
| 12. Juni | Dagmara Rauser-Tschernoussowa      | russische bzw. sowjetische Mikropaläontologin                                                        | 101   |       |
| 12. Juni | Wolfgang Wirth                     | deutscher Mediziner und Toxikologe der Wehrmacht                                                     | 97    |       |
| 13. Juni | Friedrich Geiger                   | deutscher Automobilkonstrukteur und Chefdesigner für Mercedes-Benz                                   | 88    |       |
| 13. Juni | Federico Limon                     | philippinischer Geistlicher, Erzbischof von Lingayen-Dagupan                                         | 80    |       |
| 13. Juni | Glen Stewart Morley                | kanadischer Dirigent, Komponist und Cellist                                                          | 83    |       |
| 13. Juni | Werner Philipp                     | deutscher Historiker                                                                                 | 88    |       |
| 13. Juni | Leopoldine Pohl                    | österreichische Politikerin (SPÖ), Mitglied des Bundesrates                                          | 71    |       |
| 13. Juni | Pran Nath                          | indischer Sänger                                                                                     | 77    |       |
| 14. Juni | Gesualdo Bufalino                  | sizilianischer Schriftsteller                                                                        | 75    |       |
| 14. Juni | Elisabeth Dreisbach                | deutsche Erzieherin, Missionarin und Schriftstellerin                                                | 92    |       |
| 14. Juni | Ruth Maria Linde-Heiliger          | deutsche Holzbildhauerin                                                                             | 79    |       |
| 14. Juni | Jónas Þórarinn Ásgeirsson          | isländischer Skispringer und Nordischer Kombinierer                                                  | 75    |       |
| 14. Juni | Theodor Rosenhauer                 | deutscher Maler                                                                                      | 95    |       |
| 14. Juni | Paul Zedtwitz                      | österreichischer Diplomat                                                                            | 84    |       |
| 15. Juni | Ruth Eloise Abbott                 | US-amerikanische Komponistin                                                                         | 94    |       |
| 15. Juni | Marianne Feldhammer                | österreichische Widerstandskämpferin gegen den Nationalsozialismus                                   | 87    |       |
| 15. Juni | Ella Fitzgerald                    | US-amerikanische Jazz-Sängerin                                                                       | 79    |       |
| 15. Juni | Clare Grundman                     | US-amerikanischer Komponist und Arrangeur                                                            | 83    |       |
| 15. Juni | Siegfried Heinimann                | Schweizer Romanist                                                                                   | 79    |       |
| 15. Juni | Raymond Salles                     | französischer Ruderer                                                                                | 75    |       |
| 15. Juni | Paul Schultz-Liebisch              | deutscher Maler und Grafiker                                                                         | 90    |       |
| 15. Juni | Barbara Westmark-Böckenholt        | deutsche Journalistin und Fernsehmoderatorin des Westdeutschen Rundfunks                             | 37    |       |
| 16. Juni | Allenby Chilton                    | englischer Fußballspieler und -trainer                                                               | 77    |       |
| 16. Juni | Bernard A. Clarey                  | US-amerikanischer Admiral der US Navy                                                                | 84    |       |
| 16. Juni | Jean Gimpel                        | französischer Historiker                                                                             | 77    |       |
| 16. Juni | Sven Otto Hörstadius               | schwedischer experimenteller Entwicklungsbiologe                                                     | 98    |       |
| 16. Juni | Jan Krogh Jensen                   | dänisch-schwedischer Rocker                                                                          | 37    |       |
| 16. Juni | David Mourão-Ferreira              | portugiesischer Schriftsteller                                                                       | 69    |       |
| 16. Juni | Curt Swan                          | US-amerikanischer Künstler, Werbegrafiker und Comiczeichner                                          | 76    |       |
| 17. Juni | Gizella Farkas                     | ungarische Tischtennisspielerin                                                                      | 70    |       |
| 17. Juni | Thomas S. Kuhn                     | US-amerikanischer Physiker, Wissenschaftstheoretiker und -historiker                                 | 73    |       |
| 17. Juni | Reinhard Lettau                    | deutsch-amerikanischer Schriftsteller                                                                | 66    |       |
| 18. Juni | Branko Bošnjak                     | jugoslawischer Philosoph und Professor für Philosophie in Zagreb                                     | 73    |       |
| 18. Juni | Gino Bramieri                      | italienischer Schauspieler                                                                           | 67    |       |
| 18. Juni | Günther Brückner                   | deutscher evangelischer Pfarrer und Politiker (CDU), Landtagsabgeordneter in Sachsen                 | 70    |       |
| 18. Juni | Erika Dannhoff                     | deutsche Schauspielerin                                                                              | 86    |       |
| 18. Juni | Glenmor                            | französischer Schriftsteller und Liedermacher                                                        | 64    |       |
| 18. Juni | Josefina Guerrero                  | philippinische Spionin                                                                               | 78    |       |
| 18. Juni | Eberhardt Hengst                   | deutscher Forstwissenschaftler                                                                       | 78    |       |
| 18. Juni | Hermann Heußner                    | deutscher Jurist, Richter am Bundessozialgericht und des Bundesverfassungsgerichts                   | 70    |       |
| 18. Juni | Bonaventura Iten                   | Schweizer Politiker (FDP)                                                                            | 87    |       |
| 19. Juni | Wilhelm Richard Berger             | deutscher Germanist und Übersetzer                                                                   | 60    |       |
| 19. Juni | Gil Cuppini                        | italienischer Jazz-Schlagzeuger und Bandleader                                                       | 72    |       |
| 19. Juni | Werner Strothmann                  | evangelischer Theologe und Syrologe                                                                  | 89    |       |
| 19. Juni | Michel Ter-Pogossian               | US-amerikanischer Physiker                                                                           | 71    |       |
| 19. Juni | Edvin Wide                         | schwedischer Leichtathlet                                                                            | 100   |       |
| 20. Juni | Karl Ackermann                     | deutscher Journalist und Verleger                                                                    | 87    |       |
| 20. Juni | Herta Bamert                       | Schweizer Tänzerin und Tanzpädagogin                                                                 | 87    |       |
| 20. Juni | John Buchan, 2. Baron Tweedsmuir   | britischer Peer, Autor und Politiker                                                                 | 84    |       |
| 20. Juni | Albert Genrich                     | deutscher Prähistoriker                                                                              | 84    |       |
| 20. Juni | Herbert Gerigk                     | deutscher Musikwissenschaftler                                                                       | 91    |       |
| 20. Juni | Joseph Green                       | polnischer Schauspieler, Regisseur und Schriftsteller                                                | 96    |       |
| 20. Juni | Wálter Guevara Arze                | bolivianischer Anwalt und Politiker                                                                  | 84    |       |
| 20. Juni | Louis J. Lefkowitz                 | US-amerikanischer Jurist und Politiker                                                               | 91    |       |
| 21. Juni | Cyril Holmes                       | britischer Sprinter                                                                                  | 81    |       |
| 21. Juni | Inger Jacobsen                     | norwegische Sängerin und Schauspielerin                                                              | 72    |       |
| 21. Juni | Omer Jodogne                       | belgischer Romanist und Mediävist                                                                    | 88    |       |
| 21. Juni | Lash La Rue                        | US-amerikanischer Schauspieler                                                                       | 79    |       |
| 21. Juni | Kiril Wariski                      | bulgarischer Schauspieler                                                                            | 41    |       |
| 21. Juni | Gerhard Wendland                   | deutscher Schlagersänger                                                                             | 80    |       |
| 22. Juni | Helmut Adamzyk                     | deutscher Politiker                                                                                  | 70    |       |
| 22. Juni | George Barati                      | US-amerikanischer Komponist, Dirigent, Cellist                                                       | 83    |       |
| 22. Juni | Terrel Bell                        | US-amerikanischer Pädagoge, Hochschullehrer und Bildungsminister der Vereinigten Staaten (1980–1985) | 74    |       |
| 22. Juni | Bill Emerson                       | US-amerikanischer Politiker                                                                          | 58    |       |
| 22. Juni | José Joaquín Flórez Hernández      | kolumbianischer römisch-katholischer Geistlicher                                                     | 79    |       |
| 22. Juni | Walter Gronemann                   | deutscher Schriftsteller                                                                             | 70    |       |
| 22. Juni | Edmund Heinen                      | deutscher Ökonom                                                                                     | 76    |       |
| 22. Juni | Hanscarl Leuner                    | deutscher Psychiater und Psychotherapeut                                                             | 77    |       |
| 23. Juni | Ludovico Avio                      | argentinischer Fußballspieler                                                                        | 64    |       |
| 23. Juni | Pasqualino De Santis               | italienischer Kameramann                                                                             | 69    |       |
| 23. Juni | André Dumas                        | französischer Pastor der Reformierten Kirche in Frankreich                                           | 77    |       |
| 23. Juni | Ray Lindwall                       | australischer Cricket- und Rugby-League-Spieler                                                      | 74    |       |
| 23. Juni | Karl Heinz Mannchen                | deutscher Filmproduzent und Drehbuchautor                                                            |       |       |
| 23. Juni | Friedrich-Wilhelm Möller           | deutscher Möbeldesigner und -unternehmer                                                             | 65    |       |
| 23. Juni | Andreas Papandreou                 | griechischer Premierminister                                                                         | 77    |       |
| 23. Juni | Norbertas Vėlius                   | litauischer Ethnograph                                                                               | 58    |       |
| 24. Juni | Robert Breuer                      | austroamerikanischer Journalist und Musikkritiker                                                    | 86    |       |
| 24. Juni | Edward H. Jenison                  | US-amerikanischer Politiker                                                                          | 88    |       |
| 24. Juni | Jula Kerschensteiner               | deutsche Klassische Philologin                                                                       | 78    |       |
| 24. Juni | Anton Lang                         | russischstämmiger US-amerikanischer Botaniker                                                        | 83    |       |
| 24. Juni | Josef Oxfort                       | deutscher Bauingenieur                                                                               | 73    |       |
| 24. Juni | Hermann Teuteberg                  | deutscher Kommunalpolitiker (SPD), ehemaliger Bürgermeister von Northeim                             | 83    |       |
| 24. Juni | Peter Thullen                      | deutsch-ecuadorianischer Mathematiker                                                                | 88    |       |
| 25. Juni | Jorge Casal                        | argentinischer Tangosänger und Schauspieler                                                          | 72    |       |
| 25. Juni | Xavier Morilleau                   | französischer römisch-katholischer Geistlicher und Bischof von La Rochelle                           | 89    |       |
| 25. Juni | Harry Pangman                      | kanadischer Skilangläufer                                                                            | 90    |       |
| 25. Juni | Siegfried Rossner                  | deutscher Fechter                                                                                    | 82    |       |
| 26. Juni | Hans Baatz                         | deutscher Gynäkologe und Badearzt                                                                    | 89    |       |
| 26. Juni | Veronica Guerin                    | irische Journalistin                                                                                 | 37    |       |
| 26. Juni | Ross Hook                          | britischer anglikanischer Bischof                                                                    | 79    |       |
| 26. Juni | Max Klankermeier                   | deutscher Motorrad- und Automobilrennfahrer                                                          | 87    |       |
| 26. Juni | Heinrich Lauterbach                | deutscher Pädagoge und Politiker (CDU), MdL                                                          | 70    |       |
| 26. Juni | Karlheinz Lohs                     | deutscher Chemiker und Toxikologe                                                                    | 66    |       |
| 26. Juni | Vicentico Valdés                   | kubanischer Sänger                                                                                   | 76    |       |
| 27. Juni | Khachatur Avetisyan                | armenischer Komponist                                                                                | 70    |       |
| 27. Juni | Albert R. Broccoli                 | US-amerikanischer Filmproduzent                                                                      | 87    |       |
| 27. Juni | Karl Heger                         | jugoslawischer KZ-Lagerkommandant                                                                    | 89    |       |
| 27. Juni | Thomas Karban                      | deutscher Musikwissenschaftler, Journalist, Herausgeber und Musikproduzent                           | 30    |       |
| 27. Juni | Paul Selk                          | deutscher Pädagoge und Volkskundler                                                                  | 93    |       |
| 28. Juni | Friedrich Adler                    | deutscher Ingenieur                                                                                  | 79    |       |
| 28. Juni | Julio Bolbochán                    | argentinischer Schachgroßmeister                                                                     | 76    |       |
| 28. Juni | Ervin Ollik                        | estnischer Fußballspieler                                                                            | 80    |       |
| 28. Juni | J. Lee Rankin                      | US-amerikanischer Jurist, Hochschullehrer und United States Solicitor General                        | 88    |       |
| 28. Juni | Ola Solum                          | norwegischer Filmregisseur, Drehbuchautor und Schauspieler                                           | 52    |       |
| 29. Juni | Richard Krebs                      | deutscher Leichtathlet                                                                               | 89    |       |
| 29. Juni | Victor Lange                       | deutsch-amerikanischer Germanist und Anglist                                                         | 87    |       |
| 29. Juni | Oliver Lowry                       | US-amerikanischer Molekularbiologe                                                                   | 85    |       |
| 29. Juni | Rudolf Ullik                       | österreichischer Künstler, Arzt und Philosoph                                                        | 95    |       |
| 29. Juni | Willy Vierlinger                   | bayerischer Mundartdichter                                                                           | 87    |       |
| 29. Juni | Kenneth Steele White               | US-amerikanischer Romanist, Literaturwissenschaftler und Dichter                                     | 73    |       |
| 30. Juni | Franz Haupert                      | luxemburgischer Kunstturner                                                                          | 88    |       |
| 30. Juni | Zeynep Kınacı                      | kurdische Selbstmordattentäterin der Arbeiterpartei Kurdistans                                       | 24    |       |
| 30. Juni | Jef Maes                           | belgischer Komponist und Dozent                                                                      | 91    |       |
| 30. Juni | David McCampbell                   | US-amerikanischer Marineflieger                                                                      | 86    |       |
| 30. Juni | Erika Milee                        | deutsche Tänzerin, Tanzlehrerin und Choreografin                                                     | 88    |       |
| 30. Juni | Kenneth A. Reid                    | Szenenbildner und Artdirector                                                                        | 77    |       |
| Juni     | Dimitrios Negrepontis              | griechischer Skisportler                                                                             | 81    |       |